# Devonshirespets
Devonshirespets är en knypplad spetstyp som tillverkats i södra England sedan 1570-talet.
Spetstypen liknar brysselspets och brabantspets eftersom den likt dessa tillverkas i små delar som sedan sammanfogas till önskad storlek. En annan likhet är att den också används som applikationsspets. Efter att tillverkningen var klar sändes spetsarna till spetshandlare i Honiton som i sin tur skickade dem vidare till London där de såldes under namnet honitonspetsar. Under detta namn blev de också berömda, dels tack vare den goda kvalitén och dels tack vare att engelska hovet stödde försäljningen.